# チャーリー・マッスルホワイト
チャーリー・マッスルホワイト (Charlie Musselwhite、1944年1月31日 - ) は、アメリカ合衆国のブルース・ハーモニカ奏者、歌手。白人でありながら、若い頃からメンフィス、シカゴで黒人のブルース・ミュージシャンと共演を重ね1960年代に頭角を現した。

## 来歴
1944年1月31日、ミシシッピ州コジウスコに生まれる。3歳の頃、家族とともにメンフィスに移り住んだ。
13歳のとき、ハーモニカをプレイするようになり、ウィル・シェイド、ファーリー・ルイスなどメンフィスのブルース・シーンで活躍するミュージシャンと共演するようになった。
18歳になると、マッスルホワイトは職を求めてシカゴに移住した。シカゴの地では、テレサズ・ラウンジ、ペッパーズ、ターナーズといったサウスサイドのクラブに出入りするようになり、リトル・ウォルター、ロバート・ナイトホーク、サニー・ボーイ・ウィリアムソンII、キャリー・ベルなど多くのミュージシャンと共演を重ねている。
1965年、ヴァンガード・レコードのコンピレーションChicago/The Blues/Today!のレコーディングにビッグ・ウォルター・ホートンのバンドのメンバーとして参加した。1967年には、ハーヴィー・マンデル、フレッド・ビロウらが参加した初のリーダー作Stand Back! Here Comes Charley Musselwhite's South Side Bandをヴァンガードよりリリースしている。
デビュー作がサンフランシスコのアンダーグラウンド・ラジオで人気を博したことを受けて、マッスルホワイトはフィルモア劇場に出演するなど、サンフランシスコ周辺のベイエリアに活動の拠点を移した。
以後、アルコール中毒の問題を抱えていたこともあり、大々的なツアーは行わず、ブルー・ホライゾン、クリスタルクリアといった主に小レーベルから作品のリリースを続けた。1984年にブルー・ロケットからリリースしたTell Me Where Have All the Good Times Gone?では、ギターにロベン・フォードを全面フィーチャーした。同作では、前年に他界したマディ・ウォーターズを悼んだ"Seemed Like the Whole World Was Crying"で泣きのハープを披露するなど、マッスルホワイトの力量を示した快作となっている。
1990年にアリゲーター・レコードからの1作目、Ace of Harpsをリリースした頃より、大々的なツアーを行うなど露出が増えるようになった。1997年には大手ヴァージン・レコードよりRough Newsをリリース。続いて同レーベルからリリースされたContinental Drifter（1999年）では、大胆にラテンの要素を取り入れる試みを披露している。
1998年、映画ブルース・ブラザース2000に、B.B.キング率いるバンド、ルイジアナ・ゲーター・ボーイズのメンバーとして出演、演奏。
1999年以降はトム・ウェイツと親交を深め、ウェイツのアルバム『ミュール・ヴァリエイションズ』（1999年）、『ブラッド・マネー』（2002年）、『オーファンズ』（2006年）、『バッド・アズ・ミー』（2011年）に参加した。

## ディスコグラフィ
- 1967年 Stand Back! Here Comes Charley Musselwhite's South Side Band (Vanguard)
- 1968年 Stone Blues (Vanguard)
- 1969年 Tennessee Woman (Vanguard)
- 1969年 Memphis Charlie (Arhoolie)
- 1974年 Takin' My Time (Arhoolie)
- 1975年 Goin' Back Down South (Arhoolie)
- 1975年 Leave the Blues to Us (Capitol)
- 1978年 Times Gettin' Tougher Than Tough (Crystal Clear)
- 1978年 Harmonica According to Charlie Musselwhite (Kicking Mule)
- 1984年 Tell Me Where Have All the Good Times Gone? (Blue Rock'It)
- 1986年 Mellow-Dee (CrossCut)
- 1990年 Ace of Harps (Alligator)
- 1991年 Signature (Alligator)
- 1993年 In My Time (Alligator)
- 1997年 Rough News (Virgin)
- 1999年 Continental Drifter (Virgin)
- 2000年 Up & Down the Highway Live: 1986 (Indigo)
- 2002年 One Night in America (Telarc)
- 2003年 Darkest Hour (Henrietta)
- 2004年 Sactuary (Real World)
- 2006年 Delta Hardware (Narada)
- 2008年 Rough Dried - Live at the Triple Door (Henrietta)
- 2010年 The Well (Alligator)